# Райхсгау

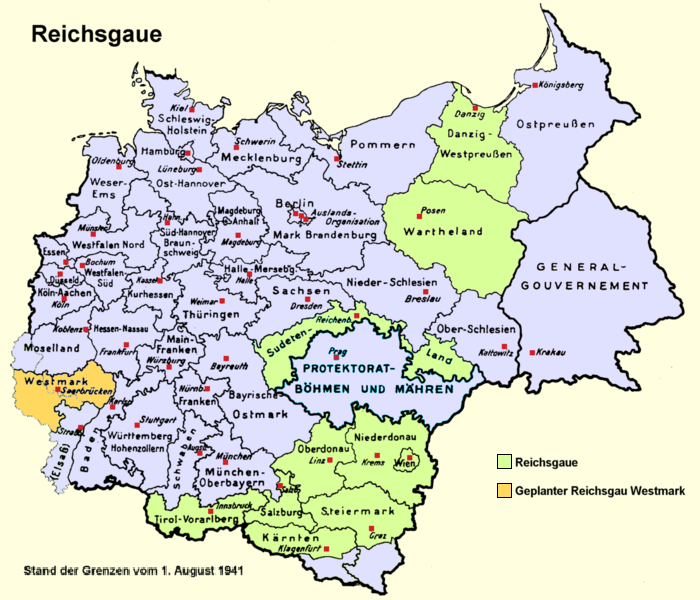
Адміністративний устрій Німеччини станом на 1 серпня 1941 (райхсгау виділені зеленим кольором)

Райхсгау, також рейхсгау (нім. Reichsgau) — адміністративна одиниця часів Третього Рейху, утворена на окупованих територіях. Очолювалась штатгальтером, який одночасно був гауляйтером територіального органу Націонал-соціалістичної робітничої партії Німеччини.

## Список райхсгау
Австрія
- Райхсгау Відень
- Райхсгау Верхній Дунай
- Райхсгау Нижній Дунай
- Райхсгау Зальцбург
- Райхсгау Каринтія
- Райхсгау Штирія
- Райхсгау Тіроль-Форарльберг

Польща
- Райхсгау Вартеланд, первісно Райхсгау Позен
- Райхсгау Данциг — Західна Пруссія[3]

Чехія
- Райхсгау Судетська область